# Karl Gerbel
Karl Gerbel, auch Gerbl (* 10. September 1939 in Linz; † 3. August 1997 ebenda) war ein österreichischer Elektromaschinenbauer, Kinderfreunde-Funktionär und Kulturmanager.

## Leben
Karl Gerbel erlernte der Beruf des Elektromaschinenbauers und kam in den 1950er Jahren zu den Roten Falken im Linzer Franckviertel. Später wurde er Landessekretär der Kinderfreunde Linz. Als SPÖ-Mitglied und Funktionär der Arbeiterkammer wurde Gerbel Leiter des Jägermayrhofes, einem Bildungshaus der Arbeiterkammer Oberösterreich in Linz. 
1972 bis 1995 war er als Nachfolger von Theodor Grill Landesobmann der Kinderfreunde Oberösterreich, 1994 bis 1997 deren Bundesvorsitzender. 1984 kam er ans Brucknerhaus als Vorstandsdirektor in der Nachfolge von Ernst Kubin. 1987 wurde er zudem zum Nachfolger des bisherigen Brucknerhaus-Generalmanagers Horst Stadlmayr bestellt und somit die bisher getrennten Leitungsfunktionen in der Person Gerbels vereint. Gleichzeitig wurde Geschäftsführer der LIVA (Linzer Veranstaltungsgesellschaft mbH), was er bis zu seinem Tod 1997 blieb. Danach wurden die Funktionen künstlerischer und kaufmännischer Leiter wieder getrennt.
Gerbel gründete in seiner Amtszeit als oberösterreichischer Kinderfreunde-Obmann das Linzer Theater des Kindes.
Er war mit Linzer SPÖ-Granden gut vernetzt, so schrieb er z. B. Vorworte zu Gedichtbänden des Linzer Bürgermeisters und passionierten Dichters Hugo Schanovsky. Gerbel wurde als Brucknerhaus-Chef wegen seines Führungsstils und seiner fachlichen Kompetenz kritisiert, so verließ etwa die langjährige Musikdirektorin Margareta Wöss 1987 das Brucknerhaus, ebenso ein Gutteil der Bediensteten. Als LIVA-Geschäftsführer war er bis 1995 verantwortlich für das jährliche Festival Ars Electronica. Dies wurde der LIVA unter Gerbel durch Bürgermeister Franz Dobusch entzogen, da der LIVA vorgeworfen wurde, sie besetze die künstlerische Leitung der Ars Electronica immer mit derselben Person, nämlich mit Peter Weibel.
Marcel Prawy sagte über Gerbel bei seiner Trauerfeier: „Er war der letzte echte Produzent. Gerbel war kein ausgebildeter Musiker, von Musik hat er nicht unbedingt viel verstanden. Aber er war ein leidenschaftlicher Veranstalter. Damit hat er es geschafft, ausgezeichnete Leute für das Brucknerhaus zu gewinnen.“
Karl Gerbel starb 1997 an einer Krebserkrankung.

## Publikationen
- mit Peter Weibel (Hrsg.): Genetische Kunst – Künstliches Leben. Genetic Art – Artificial Life. Ars Electronica 1993, Wien 1993.
- 20 Jahre Brucknerhaus. Ein Lesebuch. LIVA, Linz 1994.